# Dythemis fugax
Dythemis fugax är en trollsländeart som beskrevs av Hagen 1861. Dythemis fugax ingår i släktet Dythemis och familjen segeltrollsländor. IUCN kategoriserar arten globalt som livskraftig. Inga underarter finns listade i Catalogue of Life.